# انرژی تجدیدپذیر در افغانستان

عرضه الکتریسیته افغانستان برحسب منبع

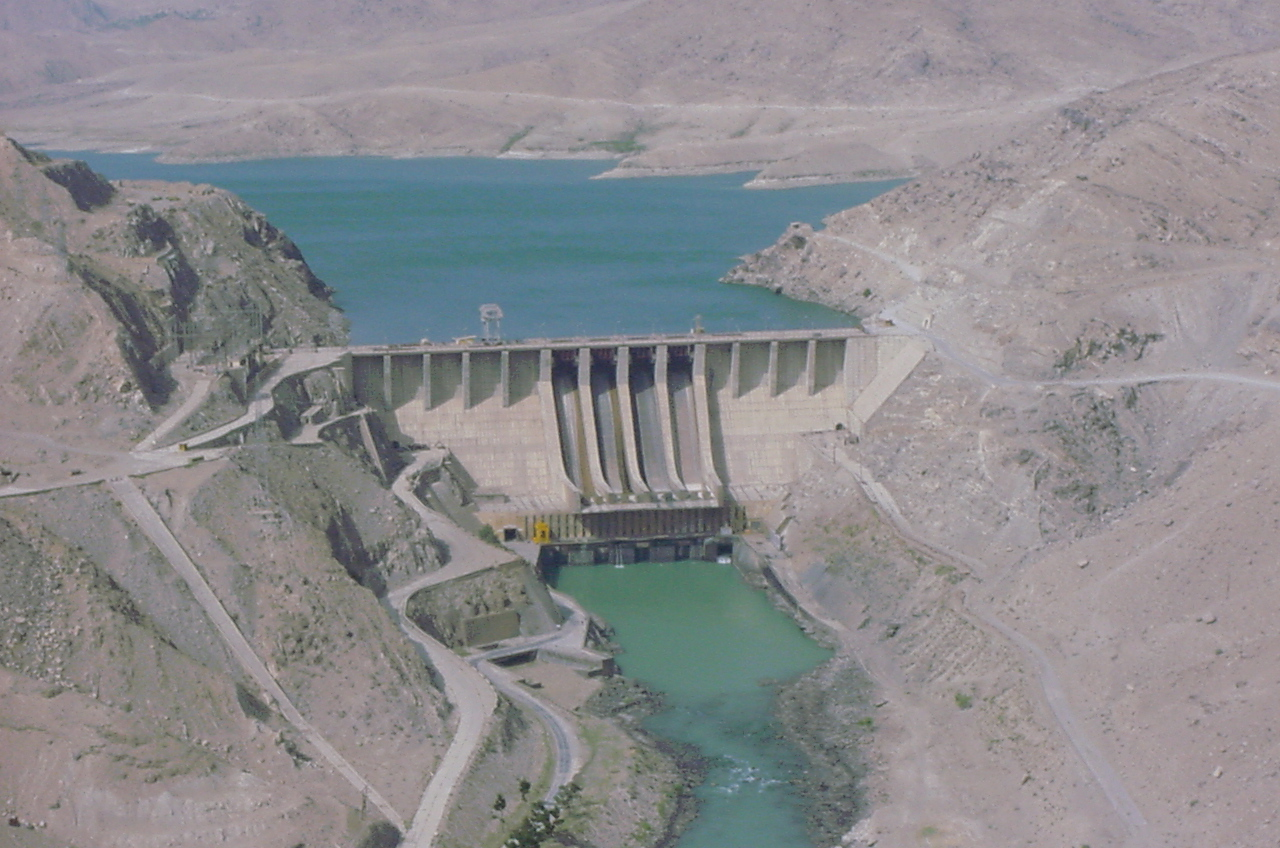
سد نقلو در ولایت کابل، که بزرگترین سد در افغانستان بوده و دارای ظرفیت تولیدی ۱۰۰ مگاواتی است.

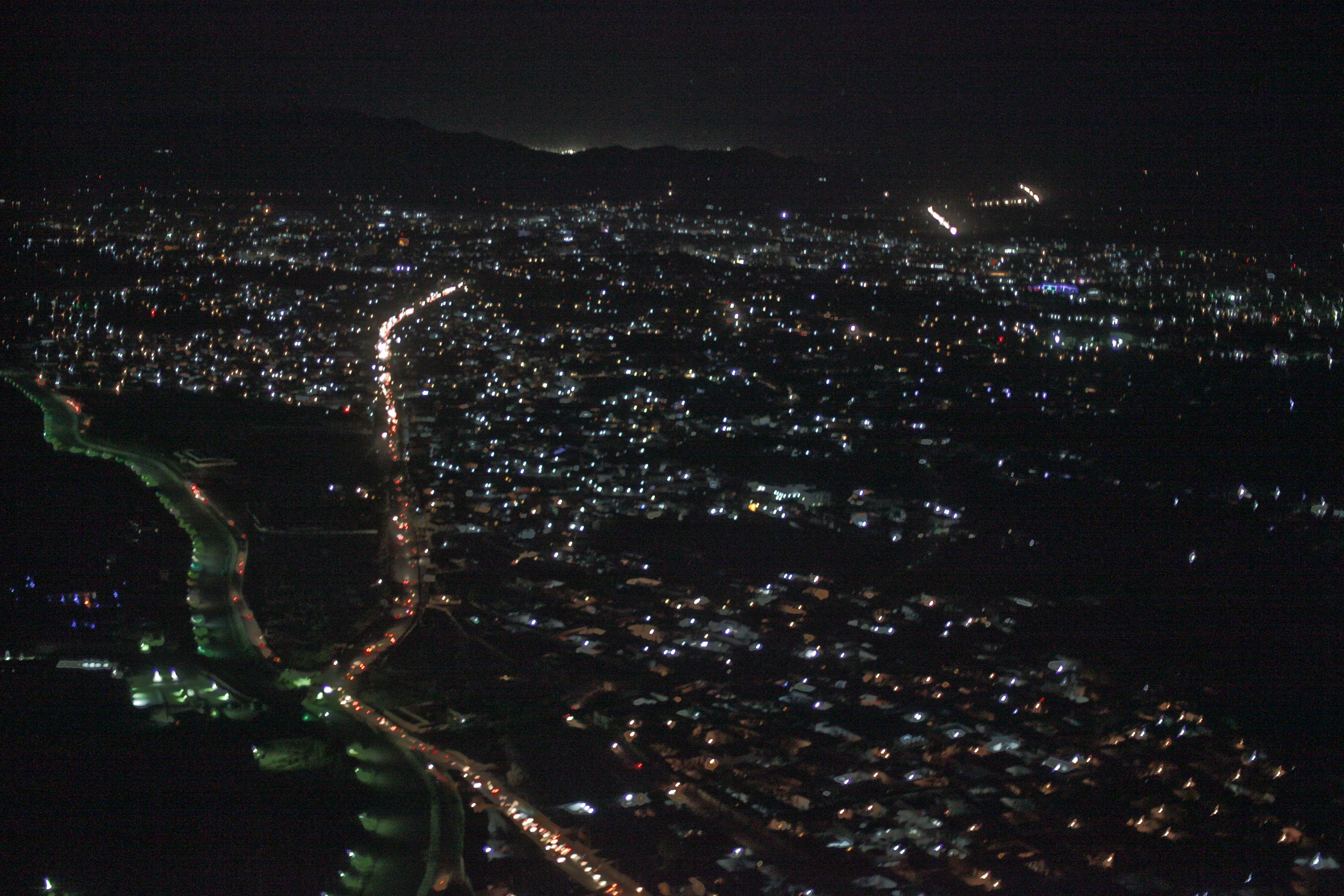
عکس‌برداری هوایی شبانه از قندهار در ۲۰۱۱ میلادی.

انرژی تجدیدپذیر افغانستان شامل زیست‌توده، انرژی آبی، برق خورشیدی و انرژی بادی می‌باشد. افغانستان کشوری محاط به خشکی است که با پنج کشور دیگر احاطه شده‌است. افغانستان با داشتن جمعیتی کم‌تر از ۳۵ میلیون نفر، یکی از کم‌ترین مصرف‌کنندگان انرژی در رده‌بندی جهانی است. افغانستان یکی از کشورهای است که دارای ردپای بوم‌شناختی کوچکی می‌باشد. در حال حاضر، به علت موقعیت جغرافیایی افغانستان، انرژی آبی از جمله منبع اصلی انرژی تجدید پذیر در این کشور است. ساختار کوهستانی وسیع این کشور امکان تأسیس بندهای برق آبی (به فهرست بندها و مخازن افغانستان مراجعه کنید) و سایر انواع انرژی‌های آبی را تسهیل می‌کند.
طبق آمار وزارت انرژی و آب افغانستان، پتانسیل منابع انرژی تجدید پذیر این کشور بیشتر از ۳۰۰٬۰۰۰ مگاوات تخمین زده شده‌است. این کشور در حال حاضر حدود ۲۸۰ میلیون دلار آمریکا را برای وارد کردن ۶۷۰ مگاوات برق از کشورهای همسایه خود همچون ایران، ازبکستان، تاجیکستان و ترکمنستان مصرف می‌کند.
نوع دیگری از انرژی تجدید پذیر در افغانستان گاز زیستی (زیست‌گاز) است. جوامع با آغاز استفاده از زیست‌گاز به مزایای آن که فراتر از مزایای زیست‌محیطی صرف بوده، از طریق ارتقای ظرفیت‌هایشان پی‌برده‌اند.

## برق خورشیدی و بادی

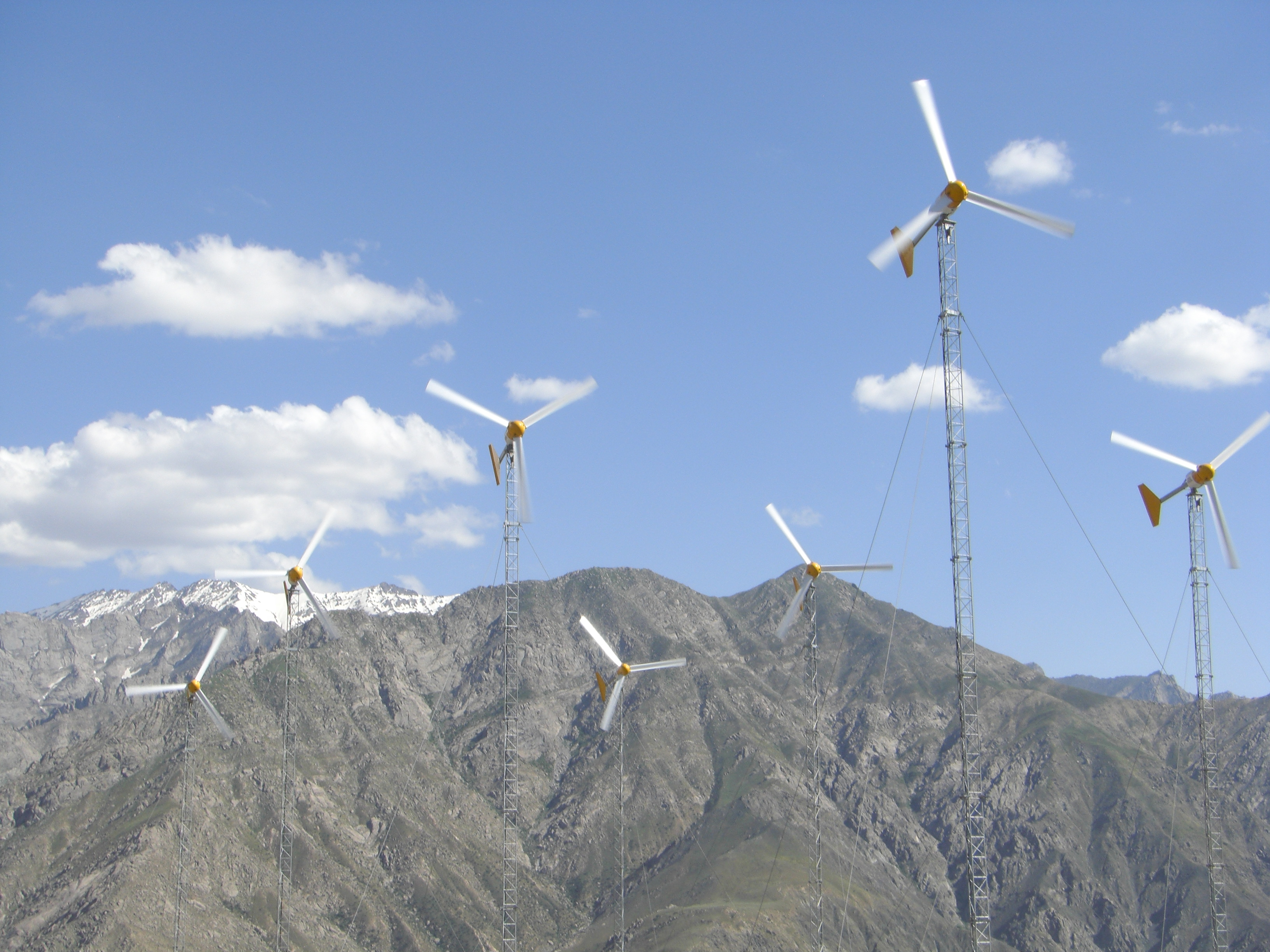
یک نیروگاه بادی در ولایت پنجشیر

براساس گزارش‌ها افغانستان، این پتانسیل را دارد تا با استفاده از صفحات خورشیدی بیش از ۲۲۲٬۰۰۰ مگاوات برق تولید کند. استفاده از صفحات خورشیدی به‌طور پیوسته در سراسر کشور در حال افزایش است. میانگین سالانه تابش خورشید در کشور، با داشتن بیشتر از ۳۰۰ روز آفتابی در سال، از ۴ تا 6.5 kWh/m2 در روز است.
در این گزارش همچنین گفته شده‌است که افغانستان این پتانسیل را دارد تا با نصب و استفاده از توربین‌های بادی بیش از ۶۶٬۰۰۰ مگاوات برق تولید کند. هرچند افغانستان فرصت‌های بسیاری برای تولید برق بادی دارد، اما استفاده از برق بادی به عنوان انرژی تجدید پذیر در افغانستان یک روش معمول نیست. باور براین است که مناطقی دارای بیشترین امکان تولید و بهره‌گیری از انرژی بادی در شرق افغانستان و بعضی مناطق در شمال افغانستان قرار دارد.

## برق آبی

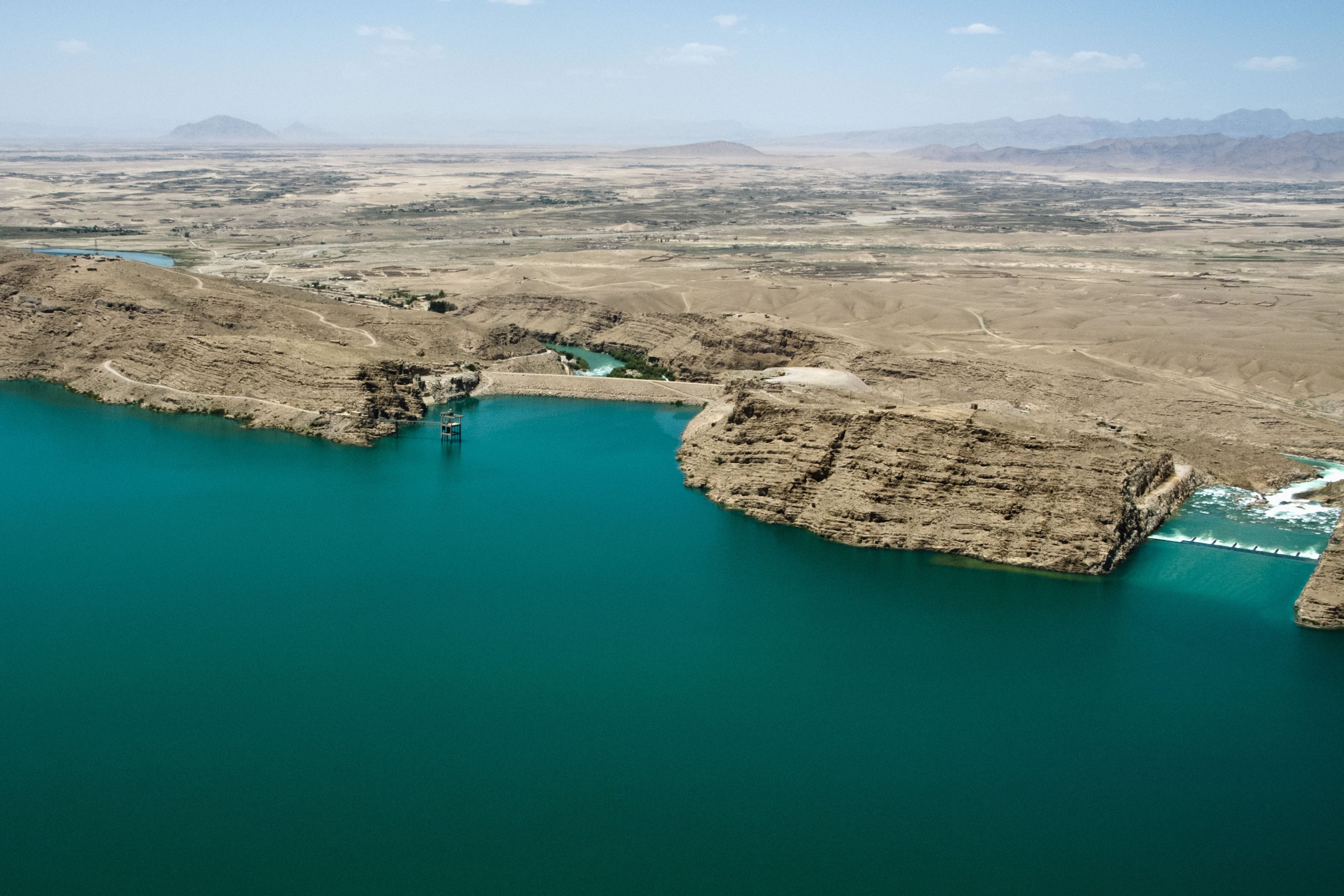
بند کجکی و سرریزهایش در ولایت هلمند

گزارش شده‌است که افغانستان پتانسیل تولید بیشتر از ۲۳٬۰۰۰ مگاوات برق آبی را دارد. این کشور با داشتن ۶۷۷٬۹۰۰ کیلومتر مربع مساحت آب‌گیر، ۳۰۰ ملی متر میانگین بارندگی در سال و توپوگرافی تپهٔ گسترده دارای منابع آبی قابل توجهی است.

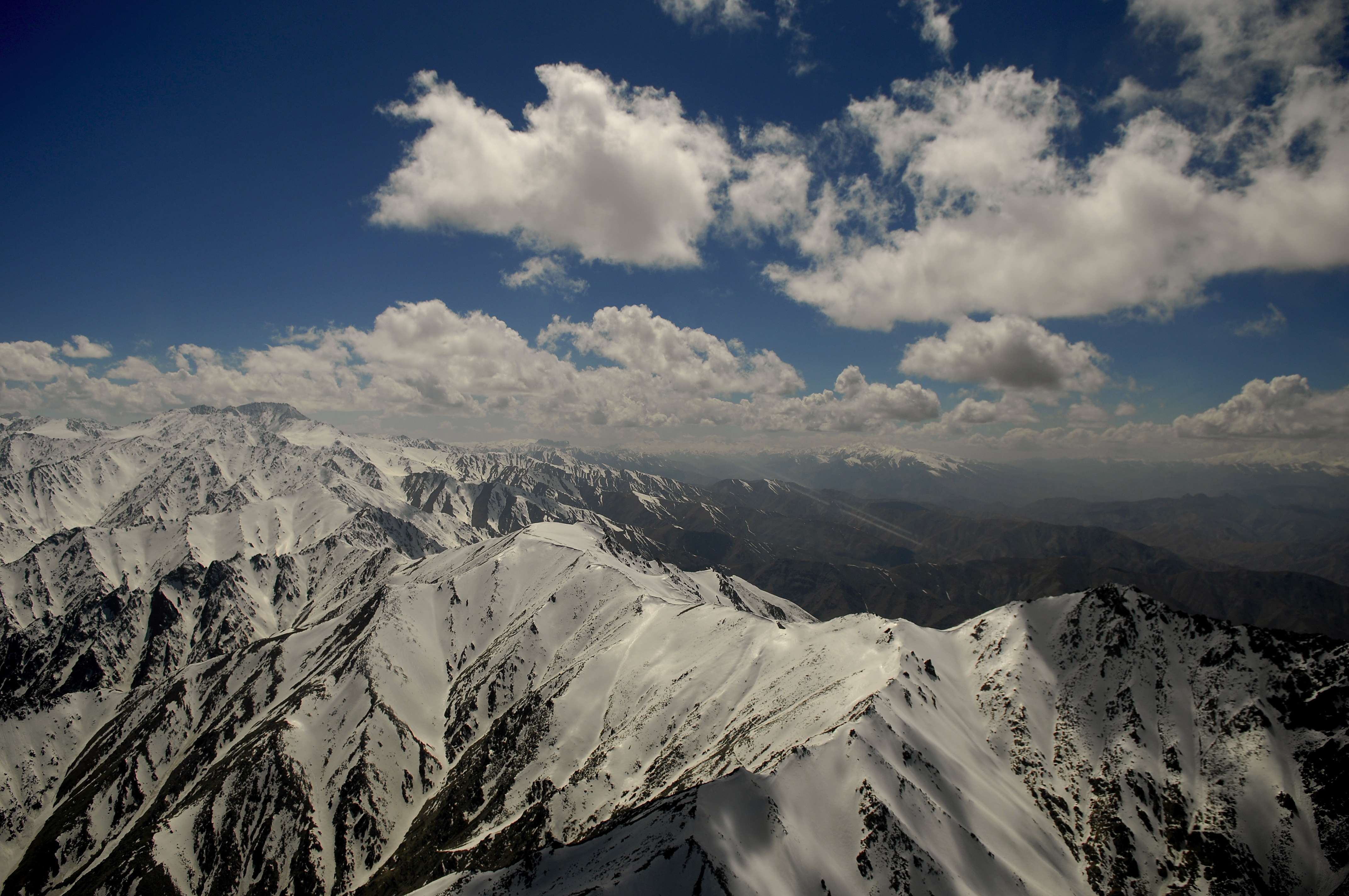
کوه‌های پوشیده از برف هندوکش در افغانستان

در حال حاضر تجهیزات برق آبی برای تولید ۳۰۴ مگاوات برق نصب شده‌است، که از آن جمله ۱۸۳ مگاوات برق تولید می‌گردد. سیستمی که فعلاً نصب شده‌است هرچند خوب کار می‌کند اما عاری از نقص نیست. آن‌گونه که یساح و دیگران می‌گویند، «فعلاً استراتیژی معمول این است تا بند برق‌های کوچکی ساخته شود که توانایی روشن کردن یک لامپ یا یک آب گرم‌کن برای تمامی خانواده‌ها در یک اجتماع را داشته باشد. این‌گونه تأسیسات برق کافی برای منقل‌های برقی و سایر وسایل برقی فراهم نمی‌کند و شبکه برق قرار نیست در دهه‌های قریب به مناطق روستا نشین افغانستان گسترش یابد». علی-رغم آنچه گفته شد، برق آبی و انرژی آبی، فعلاً از بهترین گزینه‌های موجود است. افغانستان دارای جغرافیای بسیار کوهستانی است و این امر تأسیس بندهای برق آبی را به یک انتخاب آسان‌تر مبدل کرده‌است. با درک این‌که ردپای اکولوژیکی افغانستان از نظر مصرف انرژی چقدر پایین است، داشتن انرژی کافی در حال حاضر ممکن به نظر نمی‌رسد. در حقیقت، «۷۵ میلیون متر مکعب منابع آبی تجدید پذیر که افغانستان در دسترس دارد نیز می‌تواند منبع اصلی بازپرسازی آب زیرزمینی باشد، چون میزان بارندگی در افغانستان پایین است». آب امروزه به یک کالای بسیار ارزش‌مند در سراسر جهان مبدل شده‌است و فراوانی آن به عنوان یک منبع طبیعی برای افغانستان یک نیک‌بختی پنداشته می‌شود. افزون بر آنچه گفته شد، این استدلال نیز مطرح است که هرچند این ایده‌ها و پیشنهادها برای انرژی آبی کارایی خوب و اثر مثبتی دارد، اما آنچه واقعاً نیاز است پروژه‌ای برای کار بر انرژی آبی است.

## انرژی زیست‌توده
ادعا می‌شود که افغانستان این پتانسیال را دارد تا در حدود ۴٬۰۰۰ مگاوات برق از طریق زیست‌توده تولید کند. در افغانستان حدود ۹۰٪ تقاضا برای انرژی از طریق انرژیِ سنتی زیست‌توده، مانند هیزم و کود حیوانی، مرفوع می‌گردد.

### زیست گاز
زیست‌گاز را می‌توان در کشورهای مختلف با کارکرد و کاربرد مشابه مورد استفاده قرار داد. سکتور انرژی تجدید پذیر در افغانستان امروزه از طریق زیست‌گاز در حال رشد است. «استفاده از زیست‌گازی که از تجزیه بی‌هوازی (anaerobic) مواد ارگانیک به دست می‌آید. این نوع زیست‌گاز معمولاً دارای مقدار مساوی CH4 و CO2 است». تنها در صورتی که زیست‌گاز به‌طور صحیح تبدیل گردد، انرژی و منبع تجدید پذیر می‌تواند هیدروژن را از مواد زاید جدا سازد. زیست‌گاز «زایدات جامد شهری را به‌طور بی‌هوازی تجزیه نموده و گورستان زایدات را به پروژه‌های از انرژی تبدیل می‌کند که می‌تواند مستقیماً از گورستان زایدات انرژی تولید کند». قدرت زیست‌گاز خارق‌العاده است و این امر ثابت شده‌است که «انرژی زیست‌گاز می‌تواند برای ۷۰٪ جمعیتی که در مناطق روستا نشین زیست دارند جای‌گزینی خوبی برای انرژی باشد. نصب تجهیزات برای بهره‌گیری از زیست‌گاز می‌تواند یک فرصت دیگر باشد. برای این‌که این فن‌آوری به درب منزل دهقان آورده شود، وجود یک سیاست ملی ضروری است». انرژی تجدید پذیری که این فناوری، با کاهش ردپای کاربن هر جامعه به‌طور غیرقابل اندازه‌گیری، می‌آورد بسیار قوی است. سیستم زیست‌گاز همچنین با دخیل ساختن جامعه در این فرایند، یک پتانسیل جدی برای ظرفیت‌سازی را به بار می‌آورد. کار تیمی در این نوآوری غیرقابل اجتناب است و باعث می‌شود تا دانش قبلی و جدید میان جامعه شریک ساخته شود. پس از آن ظرفیت سازی شروع به شکل‌گیری می‌کند و در نتیجه رشد منابع و مارکیت به سرعت افزایش می‌یابد. تنها راهی که این انرژی تجدید پذیر اشتراکی می‌تواند به‌طور مؤثر ساخته شود این است که برای تمامی جوانب دادخواهی شود. برنامه محیط زیست سازمان ملل (UNEP) در رابطه به این موضوع صحبت نموده و مدیر برنامه این اداره در افغانستان گفت،
برنامه محیط زیست سازمان ملل متحد از این‌که دورنما و مأموریت کنسرسیوم زیست‌گاز افغانستان را ترتیب می‌کند خرسند است. اکثریت جمعیت افغانستان از هیزم و زغال سنگ برای آشپزی و گرمایش استفاده می‌کنند؛ به یک منبع انرژی پایدار تر نیاز است. [...] برنامه محیط زیست سازمان ملل تعهد نموده‌است تا راهنمایی‌های در سطح-بالاتر فراهم کند و به این کنسرسیوم در راستای تنظیم فعالیت خود در مطابقت با سیاست‌ها و استراتژی‌های ملی کمک کند. برنامه محیط زیست سازمان ملل متحد همچنین از مزایا و مطالعاتی که در نتیجه کارهای کنسرسیوم زیست‌گاز در افغانستان ایجاد می‌شود نیز حمایت می‌کند.